# Frederick Chiluba
Frederick Jacob Titus Chiluba (ur. 30 kwietnia 1943 w Kitwe, zm. 18 czerwca 2011 w Lusace) – polityk zambijski. Pełnił urząd prezydenta Zambii w latach 1991-2002. Jego następcą został wiceprezydent Levy Mwanawasa.

## Młodość
Chiluba urodził się w rodzinie Jacoba Titusa Chiluby Nkonde i Diany Kaimba. Dorastał w mieście Ndola w przemysłowym regionie Copperbelt. Edukację na poziomie średnim odebrał w szkole średniej w Kawambwa. Krążyły pogłoski, że Chiluba został wyrzucony ze szkoły w drugim roku nauki za domniemaną aktywność polityczną. Później korespondencyjnie ukończył zasadniczą edukację, po czym - również korespondencyjnie - studiował ekonomię zarówno w Stanach Zjednoczonych, jak i krajach socjalistycznych. Karierę zawodową rozpoczął od pracy w dziale kadr w międzynarodowej firmie Atlas Copco, gdzie później otrzymał posadę księgowego. Firma ta zajmuje się produkcją narzędzi budowlanych i maszyn przemysłowych. Chiluba stopniowo piął się w górę po szczeblach kariery, awansując na stanowisko kierownika spraw kredytowych. W Ndola przystąpił do Narodowego Związku Budownictwa, Inżynierii i Robót Generalnych (NUBEGW), którego wkrótce został prezesem.

## Związki zawodowe
Chiluba został prezesem Zambijskiego Kongresu Związków Zawodowych (ZCTU). W roku 1981, wraz z kilkoma wysokimi działaczami ZCTU, został uwięziony z polecenia prezydenta Kennetha Kaundy za organizację "dzikiego" strajku, który sparaliżował większość gospodarki kraju. Przywódcy związku zostali zwolnieni przed sąd, który orzekł, że aresztowanie było niezgodne z prawem. W roku 1987 z powodzeniem stanął do walki o fotel prezesa związku NUBEGW, co jednocześnie postawiło jego stanowisko w ZCTU pod znakiem zapytania.

## Polityka
W roku 1990 Chiluba współtworzył Ruch na rzecz Demokracji Wielopartyjnej (Movement for Multiparty Democracy).
W roku 1991 Chiluba, startując z ramienia tej partii, zwyciężył w wyborach prezydenckich. Jego elekcja położyła kres 27-letnim rządom Kennetha Kaundy. Chiluba zasłynął jako dobry mówca. Obdarzony jest naturalnym czarem i charyzmą. Urząd prezydencki objął 2 listopada 1991 r. W roku 1996 został wybrany na drugą kadencję pomimo trwania procesu sądowego kwestionującego jego miejsce urodzenia, a w związku z tym - również uprawnienie do ubiegania się o urząd.
Chiluba próbował wygnać Kaundę na prowincję i pozbawić go znaczenia politycznego, powołując się na jego malawijskie pochodzenie. Znowelizował konstytucję w celu uniemożliwienia osobom z pochodzeniem zagranicznym ubieganie się o prezydenturę Zambii. Chciał w ten sposób odebrać możliwość reelekcji Kaundzie.
Niektórzy kontrkandydaci Chilluby w czasie wyborów w roku 1996 próbowali podważyć na tym tle jego uprawnienie do startu w wyborach. Uważali, że Chiluba lub jego ojciec prawdopodobnie urodził się w Zairze. Nie ma jednak wątpliwości, że wychowywał się on w zambijskim regionie Copperbelt. Dorastanie w regionie przemysłowym zaowocowało jego zaangażowaniem w sprawy związków zawodowych.
Pod koniec 2001 roku Chiluba rozwiódł się ze swoją drugą żoną, Verą, z którą miał dziewięcioro dzieci.
Później poślubił kierowniczkę kobiecej sekcji partii MMD, rozwódkę Reginę Mwanza. Pomimo posiadania przez MMD przytłaczającej większości miejsc w parlamencie, Chillubie nie udało się przeforsować zmiany w konstytucji, która umożliwiłaby mu ubieganie się o trzecią kadencję. Żaden z członków parlamentu nie wykonał działań w celu wprowadzenia nowelizacji. Również rząd nie przedstawił żadnych dokumentów w tej sprawie. Nie przeprowadzono także narodowego referendum konstytucyjnego. Debata na temat trzeciej kadencji toczyła się wyłącznie wewnątrz partii MMD. Chiluba osobiście nie wspominał o tym. Opuścił urząd 2 stycznia 2002 r. Jego miejsce zajął wiceprezydent Levy Mwanawasa. Chociaż Chiluba początkowo deklarował się jako socjalista, jego polityka nastawiona była raczej na kapitalizm. Wspierał rozwój wolnego rynku i ograniczał rządowy interwencjonizm w gospodarkę.

## Ocena prezydentury
Chiluba pozostawił po swoich dwóch kadencjach zasadnicze zmiany w gospodarce oraz polityce. Dokonano transformacji zambijskiej gospodarki z socjalistycznej, centralnie planowanej ekonomii, na kapitalistyczną - opartą na wolnym rynku. Chiluba czuwał nad prywatyzacją setek przedsiębiorstw państwowych. Wspierał zagraniczne oraz lokalne inwestycje prywatne. Generalnie, różnie ocenia się skuteczność przemian gospodarczych w Zambii zapoczątkowanych przez gabinet Chiluby. Niektórzy krytycy uważają, że reformy przeprowadzono nieudolnie. Skarżą się również na korupcję. Natomiast zwolennicy polityki Chiluby twierdzą, że zmiany były konieczne, by wyciągnąć kraj z "ekonomicznego letargu", spowodowanego przez wiele lat gospodarki centralnie planowanej. Niewątpliwie jednak, podstawą polityki Chiluby była liberalizacja w sferze politycznej i ekonomicznej.
Chiluba przyczynił się do podpisania porozumienia pokojowego, które zakończyło wojnę w sąsiedniej Demokratycznej Republice Kongo. Nie udało mu się jednak powstrzymać eskalacji przestępstw oraz ubóstwa w Zambii.

## Korupcja
Chiluba był głównym celem prowadzonej przez Mwanawasę kampanii antykorupcyjnej w lutym 2003 r. Razem z byłym szefem wywiadu, Xavierem Chungu, oraz kilkoma byłymi ministrami i wyższymi urzędnikami, został oskarżony o defraudację łącznie ponad 40 milionów dolarów.
Przypuszcza się, że pieniądze z ministerstwa finansów zostały przelane na konto w londyńskiej filii Zambijskiego Narodowego Banku Handlowego (Zanaco). Chiluba twierdzi, że to konto było wykorzystywane przez służby wywiadowcze to finansowania operacji zagranicznych. Oficerowie śledczy uważają jednak, że na konto spływały łapówki, przeznaczone na prywatne wydatki Chiluby oraz Chungu.
Większość oskarżeń wobec byłego prezydenta i jego urzędników wycofano, jednak niektóre pozostały. Poza tym, jego żona, Regina, została aresztowana za przyjmowanie skradzionych dóbr.
Na początku 2006 roku Chiluba wyjechał do Południowej Afryki na kurację z powodu choroby serca. Po odmowie wobec prośby rządu o powrót do Zambii na leczenie długoterminowe, Chiluba powrócił do kraju dopiero 15 lipca.
4 maja 2007 sąd w Wielkiej Brytanii uznał Chilubę winnym przywłaszczenia 46 milionów dolarów. 
Sędzia Najwyższy w Londynie, Peter Smith oskarżył go o bezwstydną defraudację majątku publicznego oraz obnoszenie się ze swoim bogactwem poprzez "paradowanie w luksusowej garderobie". Sędzia ukarał również prezydenckiego adwokata, Iqbala Meera, mówiąc: "Uważam, że żaden uczciwy prawnik na jego miejscu nie postąpiłby tak jak on". Przyjmowanie przez niego pieniędzy - przelewanych na konto bankowe w Londynie przez zambijskie służby wywiadowcze - było klasycznym przykładem "przymykania oka" na niesprawiedliwość.
Chiluba do tej pory podtrzymuje twierdzenie o swojej niewinności i odmawia uznania wyroku. Ponadto przypuszczał, że sędzia Peter Smith został skorumpowany przez rząd Mwanawasy. Przyszłość pokaże, jaki wpływ na postępowanie karne w sądach zambijskich będą miały cywilne wyroki, zasądzone w Anglii. 
7 czerwca kwota, którą Chiluba zobowiązany jest spłacić, wzrosła do 58 milionów dolarów, ze względu na odsetki oraz koszty sądowe. Kilka dni później, sędzia Smith nakazał Chilubie opuszczenie jego posiadłości w Lusace w ciągu dwóch tygodni, gdyż sąd ustalił, że została ona zakupiona za zdefraudowane pieniądze publiczne.
Zdrowie Chiluby załamało się 24 maja 2007 r. Przeszedł hospitalizację. Został zwolniony z kliniki 29 maja. 30 maja lekarze orzekli, że jest on w stanie stawić się na procesie o malwersacje. 31 maja sąd zarządził kontynuowanie sprawy, mimo iż jego adwokaci domagali się odroczenia procesu ze względu na słabe zdrowie oskarżonego. 27 lipca Chiluba wyjechał do RPA na kurację. Rząd zgodził się na ten wyjazd już miesiąc wcześniej. Na kolejną rozprawę Chiluba miał przybyć 14 sierpnia 2007 r. Powrócił do Zambii 11 sierpnia. Podczas wywiadu stwierdził, że "przeżył tylko z woli bożej". Rzecznik byłego prezydenta stwierdził, że choroba stawia pod znakiem zapytania zjawienie się polityka w sądzie. Jeszcze w lipcu zarządzono, że jeżeli Chiluba nie będzie w stanie osobiście pojawić się na rozprawie, odbędzie się ona za pomocą transmisji wideo albo sędzia odwiedzi polityka w jego domu. 14 sierpnia Chiluba nie zgodził się na uczestnictwo w rozprawie prowadzonej przez wideo, uzasadniając, że byłoby to niezgodne z prawem.
Po wizycie w sądzie 14 sierpnia, Chiluba pojawił się podczas wznowienia procesu dzień później. Z powodów zdrowotnych potrzebował kilku przerw w trakcie rozprawy.
Żona byłego prezydenta została aresztowana 3 września za domniemane przyjmowanie pieniędzy i skradzionego mienia podczas trwania kadencji Chiluby. Poprzednio zwolniono ją po umorzeniu procesu w dniu 24 sierpnia. Chiluba sprzeciwiał się temu aresztowaniu. 
W maju 2008 r. rząd ogłosił, że odzyskano blisko 60 milionów dolarów (w gotówce i aktywach), skradzionych w czasie prezydentury Chiluby.

## Źródła i wzmianki
- "Chiluba's legacy to Zambia", BBC News, 4 maja 2007.
- "No way out for Chiluba", News24, 18 października 2006.
- "Chiluba's wife arrested", News24, 23 października 2006.
- Christian Fraser, Zambia's 'matrix of plunder', BBC News, 9 grudnia 2003.
- "Zambia's Chiluba guilty of graft", BBC News, 4 maja 2007.
- "Judge slams Mandela's lawyer", Sapa (News24), 13 maja 2007.
- "Disappointment for Madiba's lawyer", Sapa (IOL), 13 maja 2007.
- "Chiluba has to return millions", Reuters (IOL), 9 czerwca 2007.
- "Disgraced Chiluba told to vacate home", AFP (IOL), 12 czerwca 2007.
- "Chiluba's condition stable", AFP (IOL), 25 maja 2007.
- "Chiluba 'fit' to stand trial", DPA (IOL), 30 maja 2007.
- "Chiluba will go on trial, says court", Reuters (IOL), 31 maja 2007.
- "Ex-Zambian President Ordered to Stand Trial Over Graft Charges", VOA News, Voice of America (1 czerwca 2007).
- "Chiluba flown to SA for treatment", AFP (IOL), 27 lipca 2007.
- "Chiluba to be treated in SA", AFP (IOL), 10 lipca 2007.
- "Zambian ex-president returns home ahead of corruption trial", AngolaPress, 13 sierpnia 2007.
- "Chiluba is back in court", Reuters (IOL), 15 sierpnia 2007.
- "Former President Chiluba reappears in court on corruption charges", African Press Agency, 15 sierpnia 2007.
- "Mrs Chiluba held on theft charges", AFP (IOL), 4 września 2007.
- "Zambia seizes 'Chiluba millions'", BBC News, 9 maja 2008.

Artykuł został przetłumaczony z angielskiej edycji Wikipedii.